# Era uma vez... o homem
Era Uma Vez… o Homem (em francês:  Il était une fois… l'homme) é uma série animada francesa criada em 1978, dirigida por Albert Barillé. É a primeira série da franquia Era Uma Vez.... A série explica a história mundial, desde antes do surgimento da humanidade, em um formato projetado para crianças. A ação enfoca em volta de um grupo. Os mesmos personagens familiares aparecem em todos os episódios como eles tratam com os problemas de sua época. Em Portugal a série foi emitida pela RTP entre o ano de 1978 e 1979 na versão original dobrada em francês com legendas em português, sendo depois de 1994 finalmente dobrada para português pela Planeta deAgostini nos Estúdios Matinha. Embalada com a transmissão do #Estudo em casa na RTP Memória, a RTP2 iniciou em 2020, uma transmissão da versão dobrada em português da série no Zig Zag, marcada pela quarentena da COVID-19. 
No título e sequência da abertura e encerramento da série usou a famosa Tocata e Fuga em Ré Menor, BWV 565 de Johann Sebastian Bach usou como título principal no tema musical. Encurtou a peça em apenas 2 minutos de duração, a introdução utiliza o princípio, que salta para o início da seção do meio e finalmente a fim dramático, para coincidir com a destruição da Terra, no final da introdução.

## Lançamentos Regionais
Um conjunto de caixa de DVD de todos os episódios da série foi produzida pela produtora francesa Procidis, e distribuído localmente por várias distribuidoras. A série DVD foi produzida em Francês, Inglês (não vendido no Reino Unido ou EUA), Finlandês, Alemão, Holandês, Hebraico, Norueguês, Espanhol e Sueco. Em 2011, no idioma Inglês, Região 1, a caixa de DVD esteve disponível no Canadá e nos Estados Unidos. Este conjunto foi produzido e distribuído pela Imavision.

## Personagens
Os episódios de Era Uma Vez… o Homem normalmente seguiria uma família, o que mais tipicamente usando o mesmo conjunto de arquétipos que seriam reutilizados para o cenário. Estes mesmos personagens seriam usados mais tarde nos acréscimos posteriores as séries de Era Uma Vez..., com algumas mudanças.
- Maestro (Roger Carel) - O velho sábio. Ele geralmente serve como o chefe da tribo, como um religioso Sacerdote, como um conselheiro para o Monarca, ou como um Inventor. O cabelo do Maestro é branco e tão longo que cobre completamente o seu corpo, e apenas suas características faciais, braços e pés estão sempre visíveis, ele também se distingue por dois fios de cabelo no topo da cabeça que se parecem com antenas. Maestro muitas vezes mantém os objetos em sua barba e às vezes é visto brincando nela para encontrar o que deseja apresentar. Ele também atua como um mentor para os filhos da série.
- Peter / Pierre Carel (Roger Carel) - Outro protagonista da série, com cabelos castanhos, apresenta-se como um homem comum, mas simpático. Ele está sempre casado com Pierette e é um bom amigo com Jumbo. Ele é muitas vezes referido como Pierrot. Em alguns dos episódios criados na era medieval, Peter tem cabelo loiro e é nomeado Bert, mas a sua personalidade e as relações são as mesmas.
- Jumbo / Le Gros (Yves Barsacq) - O jovem forte com o cabelo vermelho e crespo, Jumbo é alto, um pouco desajeitado, e muito musculoso. Ele prefere resolver os problemas com os punhos, e seu melhor amigo Peter muitas vezes precisa para indicar para ele não atacar.
- Pierrette (Annie Balestra) - Uma mulher do tipo loira, geralmente casada com Peter.
- O Peste / Le Teigneux (Claude Bertrand) - Um forte valentão e um dos dois vilões recorrentes comuns na série (o outro é o Anão). Ele é o principal rival opondo Peter e Jumbo, e vive trabalhando contra eles ou discute com eles.
- O Anão / Le Nabot (Patrick Préjean) - O cérebro por trás do Peste, o Anão é pequeno e tem o cabelo vermelho, com três picos apontando para cima. Ele é muitas vezes o único que suporta o Peste em suas ações, e muitas vezes é mostrado como um vigarista.
- O Relógio - Uma caixa retangular com os olhos e as mãos, geralmente de cor vermelha, o relógio mais comumente simplesmente mostra o ano em que os eventos na tela estão ocorrendo. Ocasionalmente, o relógio não interfere na série em um papel menor, geralmente quer ter alguma resposta emocional como surpresa ou tristeza para um evento na tela, ou então para corrigir o Maestro na série, quando ele tem ideias muito avançadas para o seu tempo de período histórico.

Apesar de figuras históricas que normalmente aparecem como eles mesmos, de vez em quando um dos arquétipos seria usado, como Maestro como o Leonardo da Vinci.

## Episódios
1 – Nasce a terra
2 – O Homem de Neandertal
3 – O Homem de Cro-magnom
4 – Os vales férteis
5 – Os primeiros impérios
6 – O século de péricles
7 – A paz Romana
8 – As conquistas do islão
9 – Os carolíngios
10 – Os vikings
11 – Os construtores de catedrais
12 – As viagens de Marco Polo
13 – A guerra dos 100 anos
14 – O homem do renascimento
15 – Os descobrimentos
16 – Isabel e o grande século inglês
17 – O esplendor das províncias unidas
18 – O grande século de Luis XIV
19 – Pedro o grande
20 – O século das luzes
21 – A América do norte
22 – A revolução francesa
23 – A primavera dos povos
24 – A bela época
25 – Os anos de loucura
26 – Era uma vez a terra

## Informações de Transmissão
A série Era Uma Vez… o Homem e sua série em sequência foram dubladas em muitas línguas.
| País                 | Canais de Televisão                                                              | Título                                                                        |
| -------------------- | -------------------------------------------------------------------------------- | ----------------------------------------------------------------------------- |
| Áustria              | Österreichischer Rundfunk                                                        | Es war einmal… der Mensch                                                     |
| Bélgica              | RTBF ***, BRT ***                                                                | RTBF: Il était une fois... l'Homme BRT Er was eens... De Mens                 |
| Canadá               | CBC Television, Télévision de Radio-Canada ***, Access TV Alberta ***, TVOntario | Once Upon a Time… Man Il était une fois... l'Homme                            |
| Chile                | TVN (Chile)                                                                      | Érase una vez... el hombre                                                    |
| República Tcheca     | Československá televize(ČST) Česká televize (ČT)                                 | Byl jednou jeden člověk                                                       |
| Equador              | Ecuavisa                                                                         | Érase una vez... el hombre                                                    |
| Finlândia            | YLE                                                                              | Olipa kerran ihminen                                                          |
| França               | FR3 ***                                                                          | Il était une fois... l'Homme                                                  |
| Grécia               | ERT                                                                              | Μια φορά και έναν καιρό ήταν... ο άνθρωπος                                    |
| Hong Kong            | TVB                                                                              | 人做了甚麼                                                                    |
| Hungria              | Minimax                                                                          | Egyszer volt az ember                                                         |
| Islândia             | Sjónvarpið                                                                       | Einu sinni var...Saga Mannkyns                                                |
| Índia                | Doordarshan                                                                      |                                                                               |
| Israel               | Israeli Educational Television **                                                | היה היה - האדם                                                                |
| Itália               | RAI ***                                                                          | RAI: C'era una volta l'uomo Mediaset Conosciamoci un pò                       |
| Japão                | Tatsunoko Production */***                                                       |                                                                               |
| Coreia do Sul        | Educational Broadcasting System                                                  | 옛날 옛적에...                                                                |
| México               | Canal 5                                                                          | Érase una vez... el hombre                                                    |
| Países Baixos        | Katholieke Radio Omroep ***                                                      | Er was eens... De Mens                                                        |
| Noruega              | Norsk Rikskringkasting (NRK) ***                                                 | Det var en gang et menneske                                                   |
| Peru                 | Panamericana Televisión                                                          | Érase una vez... el hombre                                                    |
| Polônia              | Telewizja Polska (TVP), TV Puls                                                  | Był sobie człowiek                                                            |
| Portugal             | RTP **                                                                           | Era uma vez... o homem                                                        |
| República da Irlanda | Radio Telefis Éireann                                                            |                                                                               |
| Eslováquia           | Československá televízia                                                         | Bol raz jeden... človek                                                       |
| África do Sul        | South African Broadcasting Corporation (SABC/SAUK)                               | Eendag was daar..                                                             |
| Espanha              | Televisión Española (TVE) ***                                                    | Érase una vez... el hombre                                                    |
| Suécia               | Sveriges Radio ***                                                               | Det var en gång - tidernas äventyr                                            |
| Suíça                | SSR *** (Francês)                                                                | Es war einmal… der Mensch Il était une fois... l'Homme C'era una volta l'uomo |
| Turquia              | TRT (TRT) **                                                                     | Bir Varmış Bir Yokmuş                                                         |
| Reino Unido          | ITV Network                                                                      | Once Upon a Time... Man                                                       |
| Venezuela            | Televisora Nacional Canal 5                                                      | Érase una vez... el hombre                                                    |
| Alemanha Ocidental   | Südwestfunk, Westdeutscher Rundfunk, Zweites Deutsches Fernsehen                 | Es war einmal… der Mensch                                                     |

* Empresa de produção
** Originalmente transmitido em Preto e Branco ainda não foi introduzida nesses países
*** Contribuinte e co-produtor da série